# Marius Toudoire
Marius Toudoire (* 1852 in Toulon; † 1922) war ein französischer Architekt. Zu seinen bedeutendsten Arbeiten zählt ein Bahnhof, der  Gare de Lyon in Paris.

## Leben

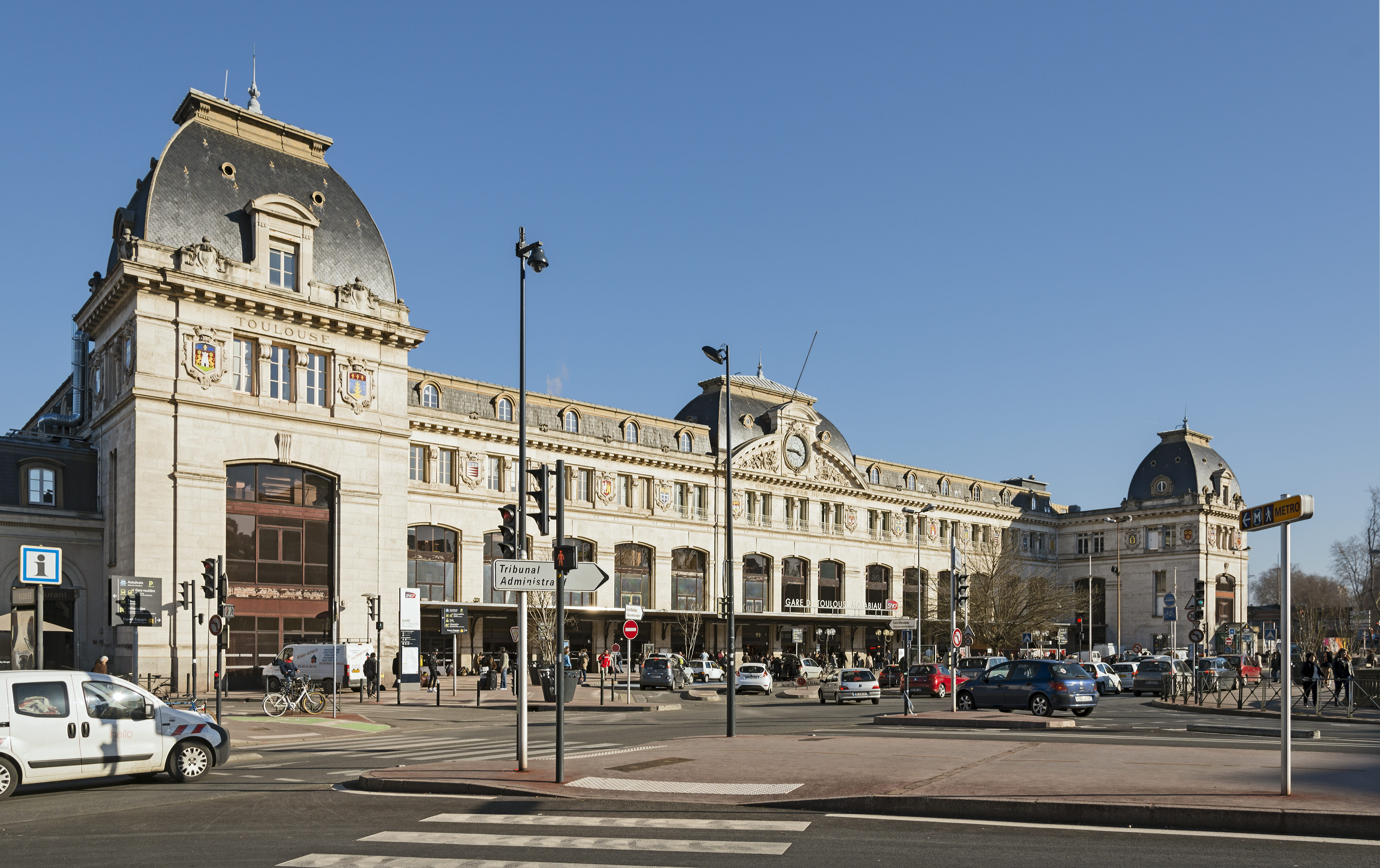
Bahnhof Toulouse-Matabiau

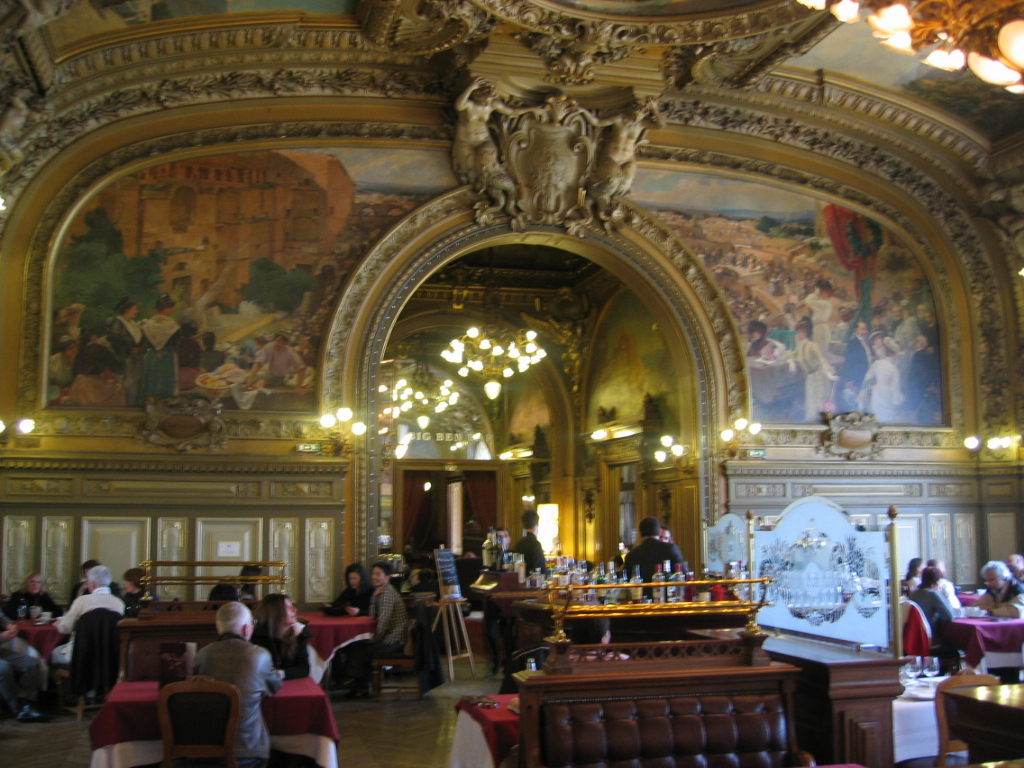
Im Restaurant Le Train bleu im Gare de Lyon

Toudoire studierte bis 1879 an der École nationale supérieure des beaux-arts in Paris bei Charles-Auguste Questel und dessen Schüler Jean-Louis Pascal.
Eines seiner ersten großen Projekte war der 1889 begonnene Bau des Bahnhofs Bordeaux Saint-Jean. 1895 erhielt er von der Compagnie des chemins de fer de Paris à Lyon et à la Méditerranée den Auftrag, in Paris anlässlich der Weltausstellung 1900 einen Bahnhof, den Gare de Lyon, zu bauen. 
Das Restaurant Le Train Bleu mit seinem prunkvollen Inneren, die prachtvollen Fassaden und die eiserne Hallenkonstruktion gelten als wegweisend für den Baustil der Belle Epoque. Toudoire hatte das Restaurant entworfen und die 41 Gemälde bei 30 Malern in Auftrag gegeben.
Zwischen 1903 und 1905 erbaute er den Bahnhof Toulouse-Matabiau. 1908 erbaute er den Tour de Castellane, einen 66 m hohen Turm in Épernay.
In den letzten Jahren seiner Tätigkeit war er vor allem in Algerien aktiv. Hier entwarf er 1910 die Hauptpost in Algier, das Rathaus von Annaba und die Präfektur von Constantine.